# Vîșneve, Letîciv
Vîșneve (în ucraineană Вишневе) este un sat în comuna Hreciînți din raionul Letîciv, regiunea Hmelnîțkîi, Ucraina.

## Demografie
Componența lingvistică a localității Vîșneve
     Ucraineană (100%)
Conform recensământului din 2001, toată populația localității Vîșneve era vorbitoare de ucraineană (100%).